# Fragments d'une Poétique du Feu

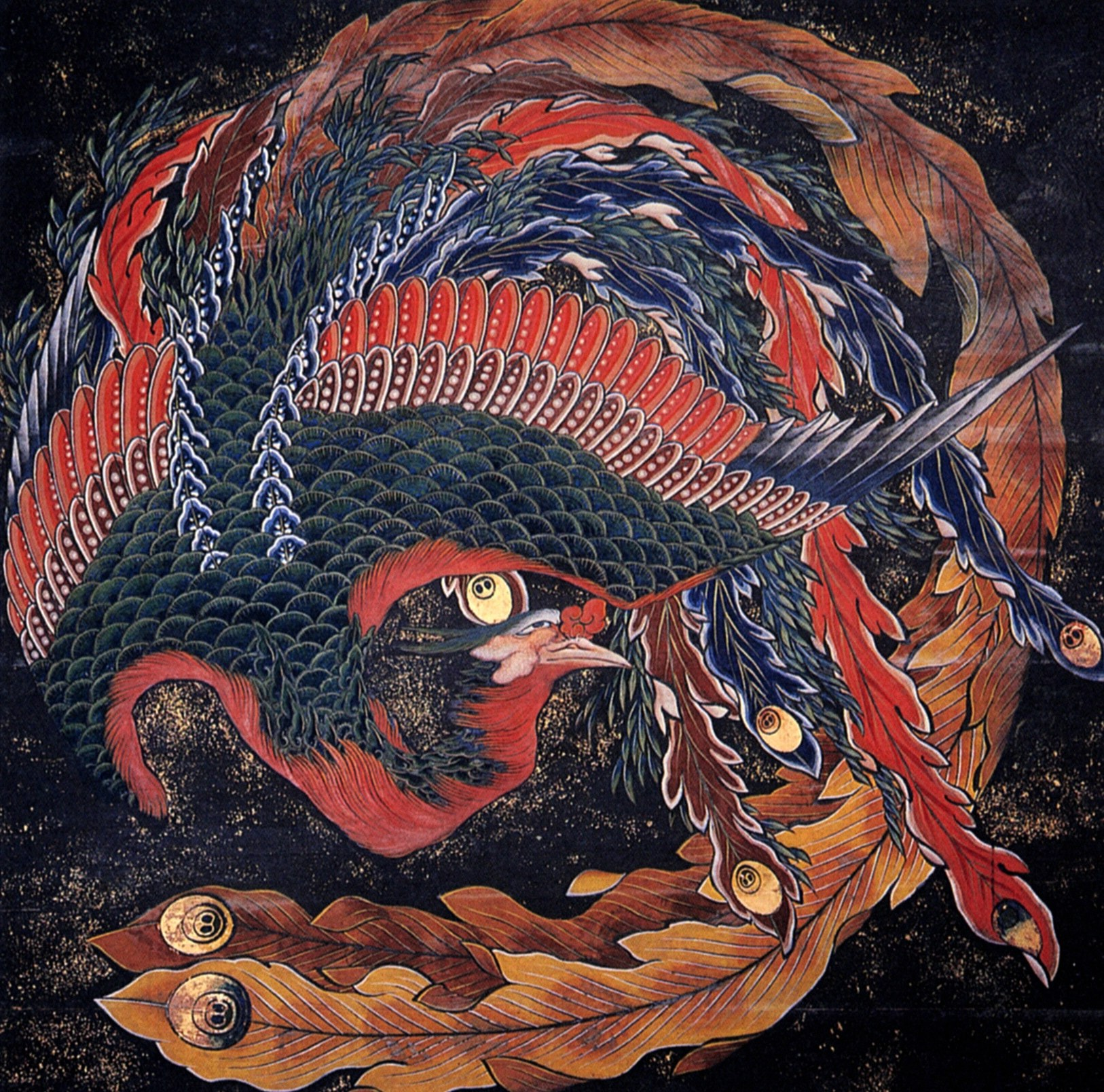
Le Phénix de Hokusai.

Les Fragments d'une Poétique du Feu est un livre posthume de Gaston Bachelard. Il traite de l'élément feu et des poètes qui s'en inspirent.

## Édition et publication
Bachelard rédige des brouillons de Poétique du Feu et Poétique du Phénix dans les années 1961-62, hésitant entre les deux. Ce devait être son prochain livre, mais il est mort avant de le terminer. Sa fille Suzanne Bachelard établit le texte et le publie 1988.

## Situation
Les Fragments d'une Poétique du Feu sont le troisième ouvrage de Bachelard sur cet élément, après La Psychanalyse du feu (1938) et La Flamme d'une chandelle (1961).

## Contenu
Bachelard analyse successivement les figures du Phénix, de Prométhée et d'Empédocle.